# 二连浩特口岸
二连浩特口岸位于中国的正北方，内蒙古自治区锡林郭勒盟西部，东西南三面与苏尼特草原相邻，北与蒙古国扎门乌德隔界相望，过货能力350万吨，也是欧亚大路桥中的重要战略枢纽。二连浩特口岸也是国务院首批批准的全国13个沿边开放城市之一。
2015年二连口岸农产品进出口16亿元(人民币，下同)，较去年同期增长87.2%。其中进口值达11.5亿元，增长1.7倍。